# Cedrelopsis microfoliolata
Cedrelopsis microfoliolata är en vinruteväxtart som beskrevs av J.F. Leroy. Cedrelopsis microfoliolata ingår i släktet Cedrelopsis och familjen vinruteväxter. Inga underarter finns listade i Catalogue of Life.